# Ervin Šinko
Ervin Šinko (ungarisch: Ervin Sinkó; eigentlich Franz Spitzer; * 5. Oktober 1898 in Apatin, Österreich-Ungarn; † 26. März 1967 in Zagreb, Jugoslawien) war ein ungarischsprachiger jugoslawischer Schriftsteller und Professor. Der zentrale Gegenstand seines Werkes ist die ungarische Revolution von 1919. Neben dem Pseudonym Ervin Šinko schrieb er auch unter dem Pseudonym Y.X.Z.

## Leben und Wirken
Er stammte aus einer ungarischen Familie jüdischen Ursprungs. Šinko ging auf ein Gymnasium. Schließlich schloss er sich der sozialdemokratischen Arbeiterbewegung an. Er ging noch zur Schule, als der Erste Weltkrieg begann. Nach seinem Einzug 1916 in die Armee wurde er zur Ostfront geschickt. Dort interessierte er sich für die Russische Revolution. Nach Kriegsende wohnte Šinko in Budapest. Dort wurde er in das Haus von Béla Balázs zum Budapester „Sonntagskreis“ eingeladen, der von György Lukács geleitet wurde. Er war Mitglied der KPU und 1919 im Volkskommissariat für Unterrichtswesen.
1919 nahm er an der ungarischen Räterevolution teil und wurde Kommandant der Stadt Kecskemét. Nach ihrer Niederschlagung blieb Šinko etwa noch einen Monat in seinem Versteck in Budapest und half Georg Lukács bei der Parteiorganisation. Nach einigen Jahren der Emigration in Wien kehrte er 1926 zurück nach Jugoslawien, in das Gebiet Wojwodina. Im Exil verfasste er seinen Roman Die Optimisten. In dem Roman sind die Ereignisse der ungarischen Räterevolution 1918/1919 beschrieben.
Um sein Manuskript zu veröffentlichen, ging Šinko 1932 nach Paris. Hier lernte er den ehemaligen ungarischen Ministerpräsidenten Mihály Károlyi kennen. Als Liberaler war dieser ebenfalls ins Exil getrieben worden. Karolyi empfahl das Manuskript Romain Rolland. Rolland setzte sich in Moskau für eine Einladung Šinkos in die Sowjetunion ein, und so zog es Šinko 1935 nach Moskau. Zunächst wurden Šinko und seine Frau Irma Rothbart (1896–1967) als Gäste der Gesellschaft für kulturelle Verbindungen mit dem Ausland zuvorkommend aufgenommen. Doch später fiel ihm die Bestreitung des Lebensunterhalt schwer. Šinkos Frau fand eine Anstellung als Röntgenologin, aber zur erhofften Romanveröffentlichung kam es hier nicht und das Einkommen seiner Frau reichte für beide kaum aus. In dieser Zeit traf Šinko auf Persönlichkeiten wie Béla Kun, Maxim Gorki, Michail Kolzow und Isaac Babel. Bei einem Prozess von Šinko gegen die sowjetische Filmgesellschaft Mosfilm sagte sein Freund Isaac Babel zum eigenen Schutz gegen ihn aus. Die Atmosphäre von politischer Zensur und Konformismus in der angeblich sozialistischen Sowjetunion erreichte zur Zeit der Moskauer Prozesse ihren Höhepunkt. Als schließlich die Aufenthaltsgenehmigung 1937 nicht verlängert wurde, kehrten sie ohne irgendeine Veröffentlichung zurück nach Paris.
Noch im selben Jahr zog Šinko weiter nach Zagreb. Im Zweiten Weltkrieg nahm er unter dem Decknamen Franjo Spitzer an dem Partisanenkampf teil und war in einem italienischen Lager auf einer Adria-Insel u. a. mit dem späteren Belgrader Journalisten Aleksandar Lebl inhaftiert. Nach dem Krieg wurde Šinko Professor für Ungarische Literatur an der Universität Novi Sad.

## Schriften (Auswahl)
- Éjszakák és hajnalok. 1916. (Lyrik)
- Fáajdalmas istem. Fischer, Wien 1923. (Lyrik)
- Sablast kruži Evropom: članci, rasprave i predavanja (1948–1951). Zora, Zagreb 1951.
- Optimisti : Roman jedne revolucije, Zagreb : Zora, 1954 (naslov originala Optimisták).
- Optimisták : történelmi regény 1918/19-ből, Budapest : Magvető, 1965 (zuerst: Novi Sad : Forum, 1965). ISBN 9632708571 (ungarisch. Eine deutsche Übersetzung steht noch aus: Die Optimisten. Historischer Roman aus den Jahren 1918–1919).
- Roman jednog romana: bilješke iz moskovskog dnevnika od 1935 do 1937 godine. Zagreb : Zora, 1955. 
  - Roman eines Romans. Moskauer Tagebuch 1935-1937. Übersetzung aus dem Serbokroatischen. Edmund Trugly. Köln : Verlag Wissenschaft und Politik, 1962 ISBN 3-921810-88-4.
- Tizennégy nap. Roman. Novi Sad : Forum, 1966.
- Az út : naplók : 1916-1939. Budapest : Akadémiai Kiadó, 1990.